# 若松信重
若松 信重（わかまつ のぶしげ、1925年1月1日 - 2005年7月27日）は、日本の実業家。東海テレビ放送社長を務めた。

## 経歴・人物
愛知県海部郡佐屋町出身。1944年に彦根経済専門学校を卒業し、翌年に中部日本新聞社に入社した。名古屋本社編集局長、取締役、常務、専務を歴任した。、
1977年に東海テレビ放送監査役を兼任し、取締役、副社長を経て、1987年に社長に就任した。1997年6月から会長を務めた。東海ラジオ放送取締役、フジテレビジョン取締役、日本民間放送連盟副会長などを歴任した。
1993年に藍綬褒章を受章し、1998年に勲二等瑞宝章を受章した。
2005年7月27日肺炎のために死去。80歳没。